# Antonaves
Antonaves est une ancienne commune française située dans le département des Hautes-Alpes en région Provence-Alpes-Côte d'Azur, devenue, le 1er janvier 2016, une commune déléguée de la commune nouvelle de Val Buëch-Méouge.

## Géographie
Le village se situe à 15 kilomètres de Sisteron (Alpes-de-Haute-Provence) et à 6 kilomètres 500 de Laragne-Montéglin. On y accède par la route départementale 948 en provenance de Sisteron et par la Route Départementale 942 pour Laragne-Montéglin. La commune est située sur le canton de Laragne-Montéglin depuis les élections départementales de mars 2015 (elle dépendait auparavant du canton de Ribiers). Elle surplombe la commune de Châteauneuf-de-Chabre, qui se trouve à l'entrée des gorges de la Méouge.
Ses communes limitrophes sont :
|                   | Châteauneuf-de-Chabre |                                 |
|                   | Antonaves             | Mison (Alpes-de-Haute-Provence) |
| Saint-Pierre-Avez |                       | Ribiers                         |

Une route départementale 124 dessert le village.

## Toponymie
Le nom de la localité est attesté sous la forme Cella Antonnava en 965, prieuré dépendant de l'abbaye de Montmajour. Sous les formes Ecclésia Sancte Marie de Antonavis en 1152, puis Antonavi en 1215, Antonave au XVIIIe siècle, sur la carte de Cassini.
Antonava en provençal.

## Histoire
- 960, Adélaïde de Bourgogne (sœur de Conrad le Pacifique, roi de Bourgogne) donne aux moines de l'abbaye Montmajour la terre d'Antonaves pour y fonder un prieuré. Le prieur était seigneur d'Antonaves.
- 1152, la paroisse d'Antonaves est vouée à Sainte Marie.
- 1338, Guillaume de Mévouillon, s'empare d'Antonaves.
- 1351, le Dauphin prend la communauté d'Antonaves sous sa protection.
- 1390, pillage d'Antonaves par l'armée de Raimond de Turenne.
- XVIe siècle, Construction d'une chapelle dédiée à saint Eutrope. Antonaves devient un lieu de pèlerinage.
- XVIIe siècle, Antonaves est placé sous le vocable de Saint Pierre-aux-Liens.

Les communes d'Antonaves, Châteauneuf-de-Chabre et Ribiers vont fusionner le 1er janvier 2016 pour former Val Buëch-Méouge. Ribiers abritera le siège de la nouvelle commune.

## Politique et administration
| Période                                  | Période  | Identité         | Étiquette | Qualité                     |
| ---------------------------------------- | -------- | ---------------- | --------- | --------------------------- |
| Les données manquantes sont à compléter. |          |                  |           |                             |
|                                          |          |                  |           |                             |
| avant 2005                               | 2014     | Jean-Paul Aubert |           |                             |
| mars 2014                                | En cours | Isabelle Boiteux | DVG       | Retraitée de l'enseignement |

## Population et société

### Démographie
L'évolution du nombre d'habitants est connue à travers les recensements de la population effectués dans la commune depuis 1793. À partir du 1er janvier 2009, les populations légales des communes sont publiées annuellement dans le cadre d'un recensement qui repose désormais sur une collecte d'information annuelle, concernant successivement tous les territoires communaux au cours d'une période de cinq ans. 
Pour les communes de moins de 10 000 habitants, une enquête de recensement portant sur toute la population est réalisée tous les cinq ans, les populations légales des années intermédiaires étant quant à elles estimées par interpolation ou extrapolation. Pour la commune, le premier recensement exhaustif entrant dans le cadre du nouveau dispositif a été réalisé en 2006,.
En 2013, la commune comptait 179 habitants, en évolution de 0 % par rapport à 2008 (Hautes-Alpes : +2,98 %, France hors Mayotte : +2,49 %).
| 1793 | 1800 | 1806 | 1821 | 1831 | 1836 | 1841 | 1846 | 1851 |
| ---- | ---- | ---- | ---- | ---- | ---- | ---- | ---- | ---- |
| 227  | 246  | 277  | 307  | 286  | 298  | 275  | 283  | 276  |

| 1856 | 1861 | 1866 | 1872 | 1876 | 1881 | 1886 | 1891 | 1896 |
| ---- | ---- | ---- | ---- | ---- | ---- | ---- | ---- | ---- |
| 242  | 224  | 233  | 245  | 255  | 221  | 202  | 198  | 186  |

| 1901 | 1906 | 1911 | 1921 | 1926 | 1931 | 1936 | 1946 | 1954 |
| ---- | ---- | ---- | ---- | ---- | ---- | ---- | ---- | ---- |
| 158  | 147  | 149  | 148  | 149  | 143  | 137  | 113  | 77   |

| 1962 | 1968 | 1975 | 1982 | 1990 | 1999 | 2006 | 2011 | 2013 |
| ---- | ---- | ---- | ---- | ---- | ---- | ---- | ---- | ---- |
| 64   | 62   | 70   | 101  | 126  | 158  | 166  | 179  | 179  |

### Enseignement
Antonaves ne possède aucune école.

## Culture locale et patrimoine

### Lieux et monuments
- Fontaine et lavoir.
- Église à clocher-mur de Saint Pierre-aux-Liens. Cadran solaire (2001).
- Chapelle de Saint Eutrope.
- Balades dans les gorges de la Méouge (pont médiéval).

### Héraldique
| Blason de Antonaves | Blason  | De gueules à un mouton passant, accompagné en chef d'une étoile à dextre et d'un croissant versé à senestre, le tout d'or. |
| Blason de Antonaves | Détails | Le statut officiel du blason reste à déterminer.                                                                           |